# Giovane moro con un arco
Giovane moro con un arco (in francese: Jeune Nègre tenant un arc) è un dipinto del 1697 del pittore francese Hyacinthe Rigaud.

## Descrizione

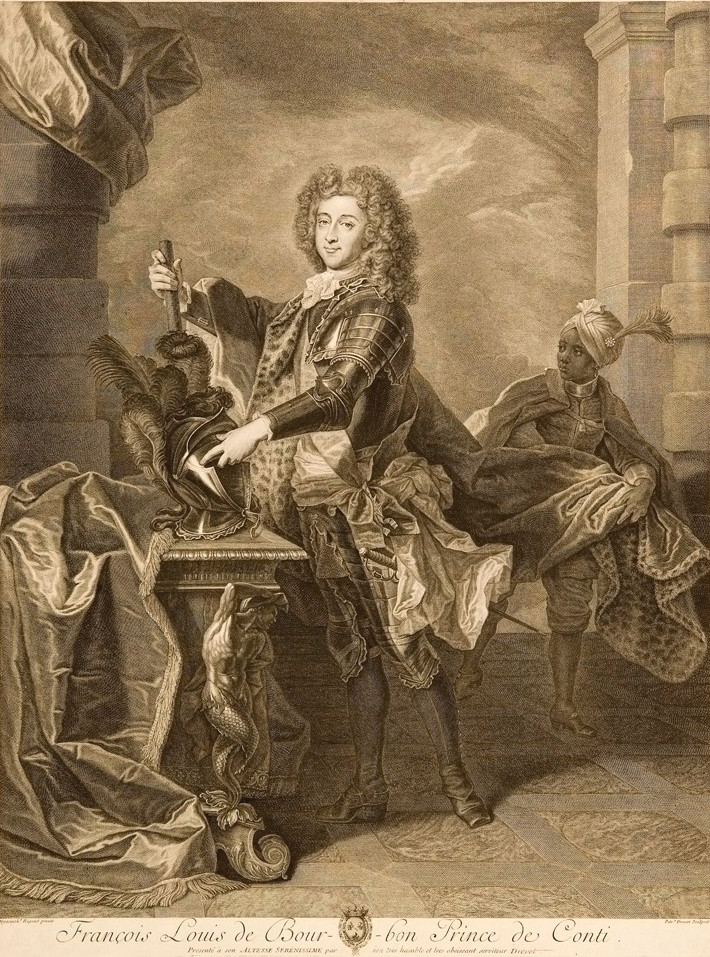
Il medesimo soggetto del dipinto in una stampa di Pierre Drevet derivata da un dipinto di Hyacinthe Rigaud raffigurante il principe Francesco Luigi di Borbone-Conti ed un suo servitore

La tavola rappresenta il busto di un giovane schiavo moro, col viso orientato a destra, con un turbante sul capo, la livrea verde dei servitori della famiglia dei principi di Conti ed un grande collare di metallo, simbolo della sua condizione servile. Il turbante rinvia alla moda orientalista dell'epoca che rimanda ad un collegamento tra il giovane moro e le figure degli eunuchi di una corte ottomana; l'arco non è che un accessorio che rimanda al ruolo di messaggero (tipico di Cupido nella mitologia), solitamente affidato ad alcuni giovani schiavi, oltre che ad un'arma tipicamente in uso alle popolazioni nordafricane. Il costume sontuoso è un omaggio alla ricchezza del suo padrone. Il collare chiude interamente il collo dello schiavo e, per quanto in argento, ricorda comunque la sua condizione non libera.
Il medesimo personaggio rappresentato in quest'opera compare anche nel ritratto ufficiale di Francesco Luigi di Borbone-Conti dipinto da Hyacinthe Rigaud nel 1697.
Il giovane schiavo è rappresentato con magnificenza: i colori sono brillanti e raffinati, l'attitudine del personaggio e nobile e naturale nel contempo, le ombre e le luci sono poste in contrasto ed accentuano il gioco di brillantezza delle stoffe, della pelle, del collare di metallo.
L'opera è parte della collezione del musée des Beaux-Arts de Dunkerque dal 1982, tuttavia esso non può essere ammirato in quanto si trova oggi nei depositi del museo che ha chiuso ufficialmente i propri battenti il 1º aprile 2015.